# إدريس هاني
إدريس هاني، باحث ومفكر مغربي، تنصب إهتماماته المعرفية في بحث قضايا الفكر العربي، أسئلة النهضة والإصلاح الديني، حركات الإسلام السياسي، وتحليل جيوستراتيجيا السياسة. له العديد من الكتب المقالات والأبحاث المنشورة، وكذلك مشاركات في ندوات ومؤتمرات فكرية وسياسية محلية وعربية ودولية أقيمت في أقطار العالم العربي والعالم الإسلامي.

## المشروع الفكري
يرتبط المشروع الفكري الذي يعمل عليه المفكر إدريس هاني بالفكر العربي والفكر الإسلامي في عموماته وشموله، حيث يرتكز المشروع على القضايا الكبرى المرتبطة بسؤال النهضة والمشروع الحضاري، وفي هذا الخصوص يكتب الباحث الأذربيجاني كمال قاسيموف حول الباحث إدريس هاني بالقول:«إن إدريس هاني هو الفيلسوف الناقد؛ الناقد الحضاري والفكري اللاذع مع حضور رؤية معرفية عميقة ومتعددة الأبعاد. ترتبط فلسفته بمنهجة النقدي ارتباطاً وثيقاً. كما أن منهجه النقدي يؤسس فلسفته. وهو ناقد للفكر العربي المعاصر، والأيديولوجيات والعلوم الإسلامية، والخطابات الدينية والسياسية، والسرد التقليدي لتاريخ الفكر الإسلامي الديني والفلسفي»
وهذا المشروع الذي يشتغل عليه أسماه الباحث «مشروع التبني الحضاري والتجديد الجذري» وهذا المشروع لا يتأثر بمدرسة بعينها دون أخرى أو بمذهب من دون آخر، وإنما يستهدف العقل العربي والحالة العربية برمتها، وهو رسالة لإصلاح الفكر العربي والفكر الديني، سعياً إلى الدربة المعرفية وإثارة دفائن العقول للإرتقاء في تحدي الحداثة، ورغم أن مشروعه الفكري يتضمن نقداً معرفياً للأعمال الفلسفة الكبرى في الفكر العربي المعاصر مثل مشروع نقد العقل العربي لمحمد عابد الجابري، ونقد العقل الإسلامي محمد أركون، ومشروع عبدالله العروي الفكري، وكذلك مشروع طه عبد الرحمن وغيرهم، إلا أنه يعد مشروعه استكمالاً لهذه المشاريع الرائدة في خريطة الفكر العربي المعاصر.

## المقالات
له العديد من المقالات المنشورة في الصحف والدوريات والمجلات والمواقع الإلكترونية مثل: شعب بريس، كواليس اليوم، العمق المغربي، شبكة النبأ المعلوماتية، هسبريس، الاتحاد الاشتراكي، المحور العربي، صحيفة المثقف، كتابات في الميزان، معهد المعارف الحكمية، مجلة الكلمة.

## الأبحاث
- العالم بوصفه حضوراً «ميتافيزيقياً» - مجلة الاستغراب - العدد 2 - السنة الثانية - شتاء 2016 م / 1437 هـ
- مناعة القطيع كأطروحة مستأنفة للمالتوسية، زمن العبث البيولوجي - مجلة الاستغراب - العدد 20 - السنة الخامسة - صيف 2020م / 1442هـ
- المقاربة المتعالية كطريق لفهم الحكمة المتعالية - معهد المعارف الحكمية 
- تصالح الإمكان الإسلامي مع الإمكان الحداثي - معهد المعارف الحكمية 
- الأيديولوجيا بين الحقيقة والزيف - مجلة عالم الفكر - العدد 3 - 1 يناير 2008م 
- من نقد العقل العربي إلى عقلنة النقد العربي - مجلة الكلمة - العدد 68- السنة السابعة عشر - صيف 2010م
- حكومة الإخوان في دول الربيع العربي: تحولات الخطاب من دولة المدينة إلى الدولة المدنية - مجلة قضايا معاصرة (المركز العلمي العربي للأبحاث والدراسات الإنسانية - المغرب) - العدد الثالث - صيف 2019م
- المستشرق برنار لويس والصراع على الشرق - مجلة دراسات استشراقية - العدد 3 - السنة الثانية - شتاء2015م 
- في نقد الاسطورة السبئية" - مجلة المنهاج - مركز الغدير ـ بيروت، العدد الثالث ـ خريف 1417هـ ـ 1996م.
- الفكر السياسي الإسلامي ـ بين تأويل السلطة وسلطة التأويل ـ مجلة الكلمة - العدد 26 - السنة السابعة - شتاء 2000م 
- الفاطميِّون نشأةٌ مباركةٌ وتاريخ مفترى عليه - مجلة المنهاج - العدد 55 - السنة 14 - خريف 2009م 
- العولمة وما بعدها.. المستقبل بين أحلام الإنسان ومآزقه! - مجلة الكلمة - العدد 43 - السنة الحادية عشرة - ربيع 2004م
- فصل المقال فيما بين الدولة والدعوة من اتصال وانفصال - مجلة الكلمة - العدد 44 - السنة الحادية عشرة - صيف 2004م
- الحداثة والسؤال الديني في ضوء مشروع التبني الحضاري والتجديد الجذري - مجلة الكلمة - العدد 45 - السنة الحادية عشرة - خريف 2004م
- الإسلام والعلمانية.. في ممكنات الحوار الصعب - مجلة الكلمة - العدد 46 - السنة الثانية عشرة - شتاء 2005م
- ماذا بعد الإيديولوجيا؟ - مجلة الكلمة - العدد 47 - السنة الثانية عشرة - ربيع 2005م
- صدمة الحداثة، أو ميلاد إشكالية الحداثة في الخطاب العربي والإسلامي - مجلة الكلمة - العدد 48 - السنة الثانية عشرة - صيف 2005م
- التراث والحداثة واستمرارية السؤال الإشكالي في الفكر العربي المعاصر - مجلة الكلمة - العدد 49 - السنة الثانية عشرة - خريف 2005م
- سؤال النهضة ومأزق حركة الإصلاح العربي ـ الإسلامي ـ جمال الدين الأفغاني متَّهماً ـ مجلة الكلمة - العدد 50 - السنة الثالثة عشرة - شتاء 2006م
- المنطق في الثقافة العربية والاسلامية: جدل التطور والإعاقة - مجلة الكلمة - العدد 51 - السنة الثالثة عشرة - ربيع 2006م
- الظاهرة الدينية وإشكالية تعدد المناهج - مجلة الكلمة - العدد 52 - السنة الثالثة عشرة - صيف 2006م
- الإمام شرف الدين وهاجس التقريب بين المذاهب الإسلامية - مجلة الكلمة - العدد 53 - السنة الثالثة عشرة - خريف 2006م
- المفكر فيه واللامفكر فيه في عملية الإصلاح الديني في المغرب - مجلة الكلمة - العدد 54 - السنة الرابعة عشرة - شتاء 2007م
- المقبول واللامقبول في «اصوليات» روجيه غارودي - مجلة البصائر ـ العدد (10) ربيع 1413هـ ـ 1993م.
- آفاق النهضة في الفكر العربي المعاصر وجدلية العلاقة مع الغرب من منظار نقدي - مجلة البصائر ـ بيروت ـ العدد (10) ـ ربيع 1413هـ ـ 1993م.
- مع ابن تيمية في ردوده على المنطقيين - مجلة المنهاج - مركز الغدير ـ بيروت، ـ العدد الرابع عشر ـ صيف 1420هـ ـ 1996م.
- الانطلوجيا المشائية في افق انفتاحها، ومقاربة لنظرية الوجود عند صدر المتألهين الشيرازي - مجلة المنهاج ـ العدد التاسع ـ ربيع 1418هـ ـ 1998م.
- الجابري... واللامعقول الشيعي - مجلة المنهاج ـ مركز الغدير ـ بيروت، العدد الثامن ـ شتاء 1418هـ. ـ 1997م.

## قائمة الأعمال المنشورة
- محنة التراث الآخر: النزعات العقلانية في الموروث الإمامي - الغدير للدراسات والنشر - 1998م
- العرب والغرب: أي علاقة، أي رهان - دار الاتحاد - 1998م
- ما بعد الرشدية: ملا صدرا رائد الحكمة المتعالية - الغدير للدراسات والنشر - 2000م
- المفارقة والمعانقة: رؤية نقدية في مسارات العولمة وحوار الحضارات - المركز الثقافي العربي - 2001م
- حوار الحضارات: بين أنشودة المثاقفة وصرخة الهامش - المركز الثقافي العربي - 2002م
- الإسلام والحداثة: إحراجات العصر وضرورات تجديد الخطاب - دار الهادي - 2005م
- خرائط أيديولوجية ممزقة: الأيديولوجيا وصراع الأيديولوجيات العربية والإسلامية المعاصرة - مؤسسة الإنتشار العربي - 2006م
- مشروع التبني الحضاري والتجديد الجذري - منشورات أوميغا - 2006م
- عراق.. عراق: من المسؤول - مركز اور للدراسات - 2007م
- ما وراء المفاهيم: من شواغل الفكر العربي المعاصر - مؤسسة الإنتشار العربي - 2009م
- أخلاقنا: في الحاجة إلى فلسفة أخلاق بديلة - مركز الحضارة لتنمية الفكر الإسلامي - 2009م
- كفى: ثقافة طائفية ومثقفون طائفيون - دار المحجة البيضاء - 2009م
- الاقتصاد في الخلاف: سؤال الوحدة الإسلامية والتقريب بين المذاهب - دار المحجة البيضاء - 2011م
- المعرفة والإعتقاد: مقاربة عبر-مناهجية في أنساق الفكر الإسلامي - مركز الحضارة لتنمية الفكر الإسلامي - 2012م
- الاجتهاد الممانع - مركز الحضارة لتنمية الفكر الإسلامي - 2015م
- روح المقاومة وفلسفة الزمان: بين مقام المعرفة ومقام العرفان - دار الولاء - 2015م
- حين بكتك محاجر القصيد: من وحي آلام الحسين وتراجيديا كربلاء - دار الولاء - 2015م
- ربيع الممانعة: مقاربة جيوستراتيجية للحرب على سوريا 2011-2014 - مركز بلادي للدراسات والأبحاث - 2016م
- سراق الله: الإسلام السياسي في المغرب؛ تأملات في النشأة والخطاب والأداء - دار الوطن - 2017م
- سيرة لم تنج: جوانب من عبقرية الإمام علي بن أبي طالب - مركز عين للدراسات والبحوث المعاصرة - 2017م
- بؤس الربيع العربي: مقاربة فلسفية وجيوستراتيجية - دار الروافد - 2017م
- حداثة السادة وحداثة العبيد: في تصالح الإمكان الحداثي مع الإمكان الإسلامي - مركز عين للدراسات والبحوث المعاصرة - 2018م
- تركيا والعراق: علاقة قلقة - مركز عين للدراسات والبحوث المعاصرة - 2019م
- العدالة عند الإمام الرضا: تأملات في فكرة العدالة من راولز إلى الإمام الرضا حتى أفلاطون - مركز عين للدراسات والبحوث المعاصرة - 2019م
- التدين والنفاق: الخطاب العقلاني في الحكاية الحيوانية - مركز عين للدراسات والبحوث المعاصرة - 2019م
- علي والأخلاق السياسية - مركز عين للدراسات والبحوث المعاصرة - 2019م
- فيلو - كورونا ؛ الموجة الرابعة للحداثة - دار الولاء - 2022م
- أنين الحروف ؛ ديوان شعري - دار الوطن - 2023م

## دراسات منشورة عن الكاتب
علي حسين يوسف - إدريس هاني فيلسوف صدرائي في ذروة الحداثة ـ مجلة المنهج ـ العدد 4 لسنة 1429هـ. (دراسة منشورة)
غالب الناصر - المعالجات المناهجية وتطبيقاتها في الفكر والنهضة عند المفكر المغربي والإسلامي إدريس هاني - 2015م (كتاب مطبوع)
كمال قاسيموف - نقد إدريس هاني لنظرية مقاصد الشريعة - مجلة الكلمة - العدد106 - شتاء 2020م
المفكرون العرب مشاريع وتطلعات - تحرير علي عبود المحمداوي ; كمال قاسيموف - إدريس هاني ناقداً للفكر العربي (فصل ضمن كتاب)
عبد العالي العبدوني - المفكر إدريس هاني خطاطة قراءة متاخمة.